# Euriclea

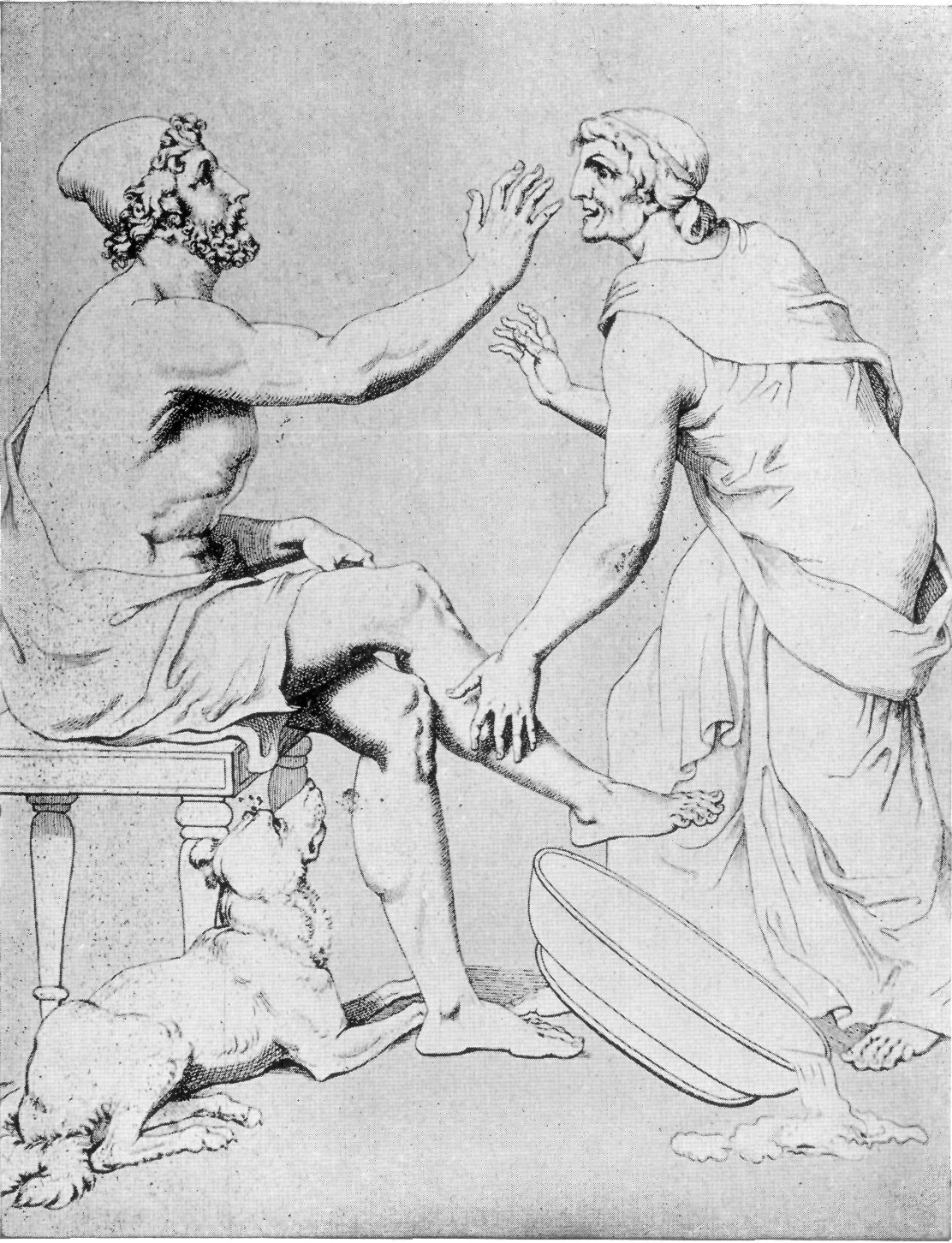
Odiseo y Euriclea, por Christian Gottlob Heyne.

En la mitología griega Euriclea (del griego Ευρύκλεια, «fama amplia»), también conocida como Antifata (Ἀντιφάτη, Antipháte),  es un personaje de la Odisea de Homero conocido principalmente por haber sido la anciana nodriza de Odiseo.
En la Odisea se nos dice que Euriclea era hija Ope u Ops Pisenórida. Laertes, el padre de Odiseo, la había comprado cuando aún no era núbil, pagando por ella diez pares de bueyes. Laertes honró a Euriclea como si fuera su esposa, Anticlea, aunque la propia Euriclea, por temor a las iras de Anticlea, nunca se acostó con su amo.
Euriclea también fue la nodriza de Telémaco como antes lo había sido de Odiseo, y reconoce a este último en su vuelta a Ítaca. Euriclea, aún siendo anciana, reconoce una cicatriz característica de Odiseo aunque este estaba disfrazado.  Ella pretende contárselo a Penélope, pero el recién llegado la manda callar para no ser descubierto por los pretendientes de su esposa.
Además, fue Euriclea la que dio provisiones a Telémaco de los almacenes antes de que él se marchara a Pilos para buscar noticias sobre Odiseo. Prestó juramento de no decir a Penélope que él se había marchado hasta que hubieran pasado trece días, pues Telémaco no quería añadirle preocupación a su madre.

## Otros personajes homónimos
- Euriclea también es el nombre de una hija de Atamante y Temisto. Euriclea, unida a Melas, hijo de Frixo, engendró a Hiperes, epónimo de Hiperea.[7]
- En otras versiones Euriclea es hija de Ecfante, esposa de Layo y madre de Edipo. En esta versión tras la muerte de Euriclea Layo se desposaría con Epicasta.[8]